# Ère Chōtoku
L'ère Chōtoku (en japonais 長徳) est une des ères du Japon (年号, nengō, littéralement « le nom de l'année ») suivant l'ère Shōryaku et précédant l'ère Chōhō s'étendant de 995 à 999. L'empereur régnant était Ichijō-tennō (一条天皇).

## Changement de l'ère
- 995 Chōtoku gannen (長徳元年?) : Le nom de la nouvelle ère est créé pour marquer un événement ou une série d'événements. L'ère précédente se termine là où commence la nouvelle, en Shōryaku 6, le 22e jour du 2e mois de 995[1].

## Événements de l'ère Chōtoku
- 995 (Chōtoku 1): Fujiwara no Michinaga est nommé Udaijin[2].
- 996 (Chōtoku 2, 7e mois): Michinaga devient Sadaijin et Fujiwara no Akimitsu est nommé Udaijin[3].

| Chōtoku   | 1re | 2e  | 3e  | 4e  | 5e  |
| Grégorien | 995 | 996 | 997 | 998 | 999 |